# ダイナモ作戦

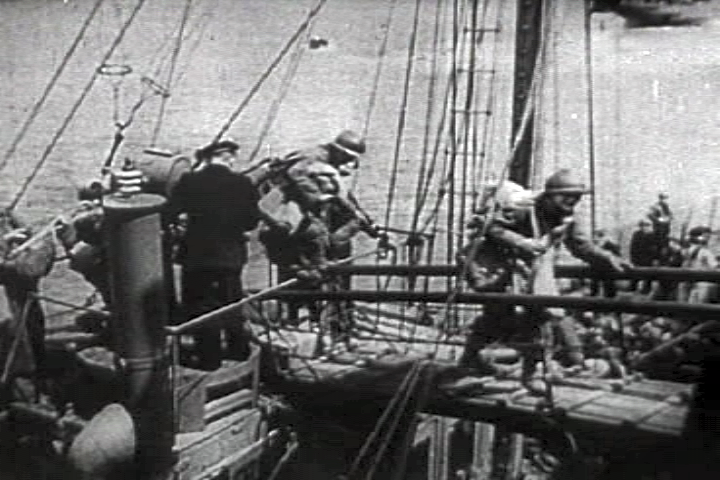
イギリス船に救助されるフランス兵

ダンケルク海浜でのイギリス兵の撤退

ダイナモ作戦（ダイナモさくせん、Operation Dynamo）は、第二次世界大戦のダンケルクの戦いにおいて、1940年5月26日から6月4日にかけて行われた、連合軍の大規模撤退作戦のイギリス側コードネームである。イギリス海軍中将バートラム・ラムゼーが本作戦を計画し、イギリス首相ウィンストン・チャーチルにダイナモ・ルーム（ダイナモすなわち発電機があるドーヴァー城地下の海軍指揮所の一室）にて概要を説明したことから名づけられた。「ダンケルクからの撤退」（Dunkirk evacuation）とも。
9日間に、860隻の船舶が急遽手配され、331,226名の兵（内訳はイギリス軍192,226名、フランス軍139,000名）をフランスのダンケルクから救出した。様々な貨物船、漁船、遊覧船および王立救命艇協会の救命艇など、民間の船が緊急徴用された。この「ダンケルクの小さな船たち」（Little Ships of Dunkirk）は、兵を浜から沖で待つ大型船（主に大型の駆逐艦）へ運んだ。この「小さな船たちの奇跡」はイギリス国民の心に深く刻まれ、大いに士気を高揚することとなったが、実際には兵の70%程度は港の防波堤から56隻の駆逐艦その他民間大型船に乗り込み撤退していた。

## 撤退の経過

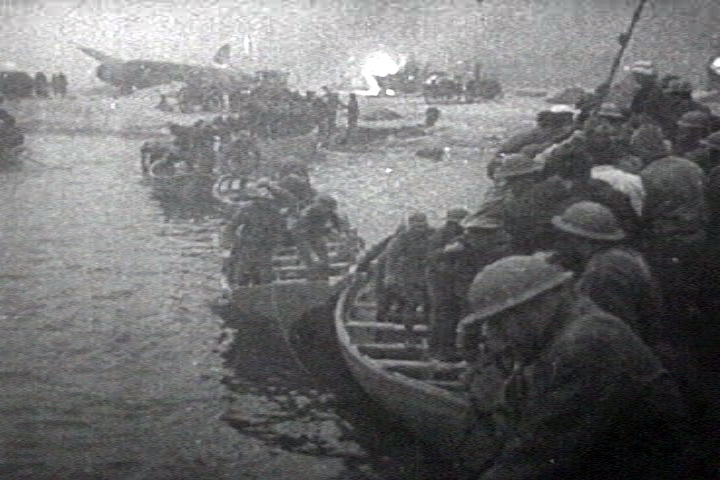
救命艇で脱出するイギリス兵

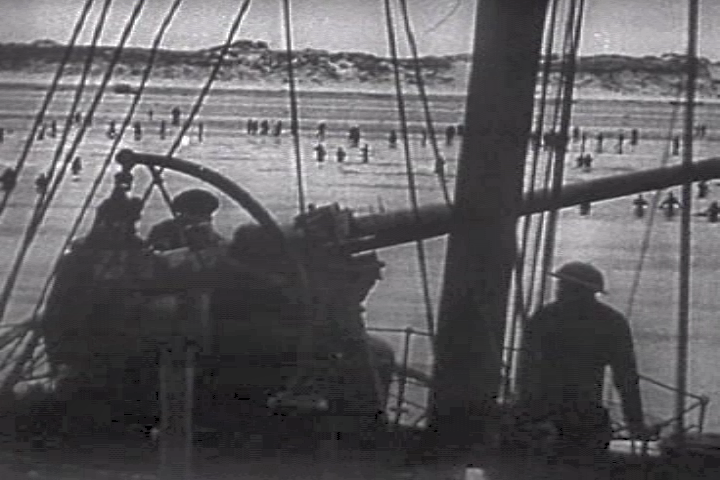
兵の救助を援護するイギリス海軍銃手（1940年）

当初の計画は、イギリス海外派遣軍（BEF）の将兵のうち45,000名を2日で回収するというもので、これはドイツ軍が撤退阻止行動を開始するまでの時間を予測してのことであった。しかし、この期間に初日の7,000名を含む25,000名しか脱出できなかった。5月27日早朝、10隻の駆逐艦が増援され救出を試みたが浜に近づくことができず、数千名が救助できたにとどまった。とはいえ、狭められつつあるダンケルク包囲網からの撤退のペースは着実に上がっていた。
しかし同日、ベルギーが降伏したため、連合軍は5月28日までにフランス側の拠点であったフランドルを放棄。約50万の兵士は雪崩を打つように退却を始め、多くはダンケルクに殺到した。
5月29日、夕方にドイツ空軍の最初の重爆撃があったにもかかわらず47,000名のイギリス軍兵士が救出されたが、爆撃により多くの艦艇が被害を受けた。さらに、この夜、ダンケルク港の水門がドイツ空軍の爆撃により破壊された。ダンケルク港は水門で潮位をコントロールしていたため港の機能は損なわれ、連合軍が海上に脱出する手段は小型ボートに限られることとなった。
それでも次の日、最初のフランス軍兵士を含む54,000名が乗船した。5月31日、68,000名およびイギリス海外派遣軍指揮官が救出された。6月1日、日中の撤退を阻止する爆撃が激しくなる前にさらに64,000名の連合軍兵士が出発した。6月2日夜、イギリス軍後衛が60,000名のフランス兵とともに出発した。さらに26,000名のフランス兵が次の夜、作戦終了前に回収された。
フランス軍2個師団は撤退を援護するために残った。彼らはドイツ軍の進撃を阻止したが、間もなく捕らえられた。1940年6月3日、殿軍部隊の残余、フランス軍の大部分は投降した。翌日、英国放送協会（BBC）は「（殿軍部隊の指揮官）ハロルド・アレクサンダー少将は今朝、モーターボートでダンケルクの海岸を視察し、イギリスへ帰る最後の船が出発する前に乗り遅れたものがいないか確認した。」と伝えた。
6月4日、ドイツ軍はダンケルクを完全占領を宣言。約40,000人の兵士が捕虜となり、ドーバー海峡に面したフランスの諸港は全てナチス・ドイツの支配下となった。

## 損失

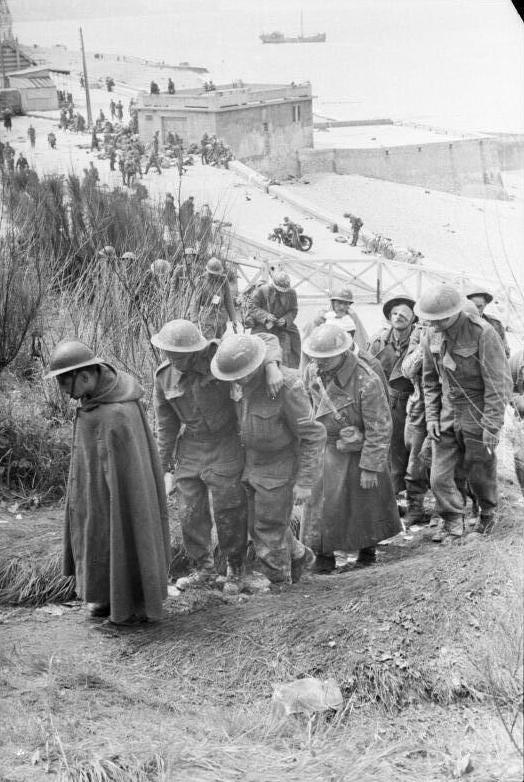
イギリス兵およびフランス兵捕虜（1940年6月、ダンケルクにて）

本作戦は成功したとはいえ、イギリス軍がフランスに持ち込んだ火砲などの重装備品および車両は全て放棄され、数千のフランス兵はダンケルク包囲網内で捕虜になった。6隻のイギリス駆逐艦および3隻のフランス駆逐艦が沈没し、19隻の駆逐艦が損傷した。また、9隻の大型輸送船が沈没した。
全体として、200隻以上の連合国艦船が沈み、同数が損傷した。
チャーチルは彼の著書『第二次大戦回顧録』の中で、イギリス空軍（RAF）がドイツ空軍から撤退兵を守るもっとも重要な役割を担っていたと明らかにし、RAFの支援なくしては連合軍はこの撤退を成功裏に終わらせることはできなかっただろうと述べた。チャーチルはまた、浜の砂が爆撃の衝撃を吸収してくれたとも述べている。
ドイツ空軍機が132機の航空機を失ったのに対し、RAFの損失は474機だった。しかし、撤退兵たちはこの大きな支援に関してほとんど気づかなかった。なぜなら、霧が深くて彼らには見えなかったからである。多くの報われない航空兵は、何の支援もなく任務を遂行した。
フランスも駆逐艦や巡洋艦を出して脱出を支援し、少なくない艦船を撤退時にドイツ空軍・海軍により失った。ほとんどのフランス海軍艦船はドイツ海軍の大型艦艇の出撃に備えて港で待機中であったが、イギリス軍はドイツ軍がこれら艦船を使用できないように爆撃・沈没させようとした。

### 主な損失艦船
イギリス海軍の本作戦におけるもっとも大きな損害は6隻の駆逐艦だった。
- グラフトン - U62（英語版）の雷撃により沈没（5月29日）
- グレネード - ダンケルク東埠頭沖にて空爆により沈没（5月29日）
- ウェイクフル（英語版） - Sボート S-30の雷撃により沈没（5月29日）
- バシリスク、ハヴァントおよびキース - 海浜付近で空爆により沈没（6月1日）

フランス海軍は3隻の駆逐艦を失った。
- ブラスク（英語版） - ニューポールにて機雷により沈没（5月30日）
- シロコ - Sボートおよびドイツ軍機の攻撃で沈没（5月31日）
- フードロワイヤン（英語版） - 海浜付近で空爆により沈没（6月1日）

## 余波

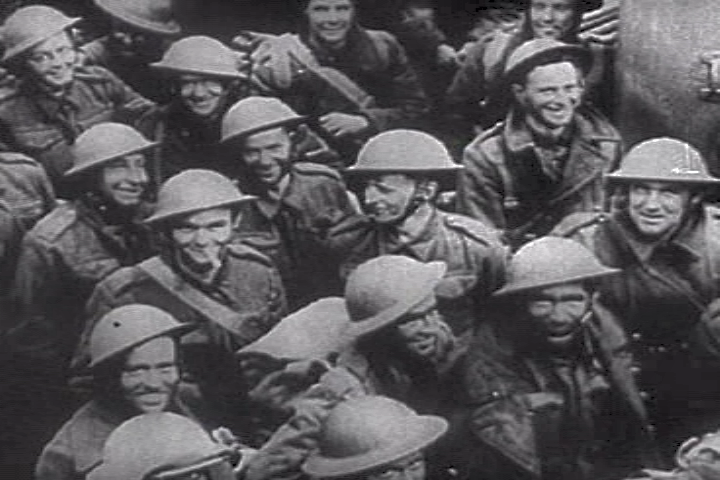
救出された船の中で集まるイギリス兵（ダンケルク 1940年）

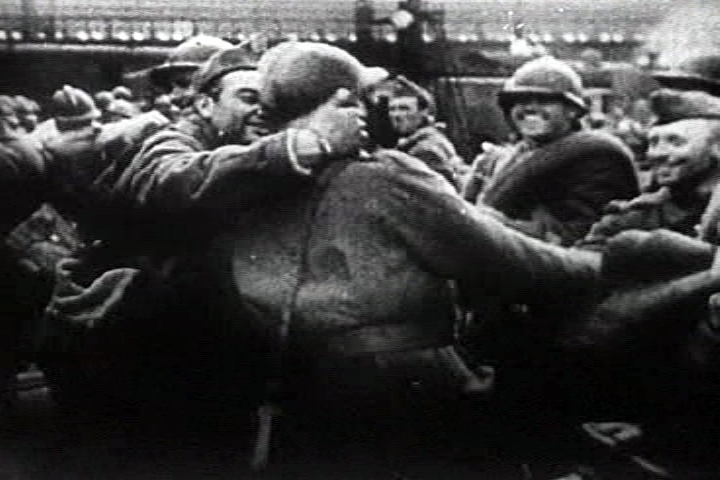
ダンケルクで救出され、イギリスで下船するフランス兵

作戦完了の前、チャーチルは作戦の展望に悲観的になり、庶民院（下院）に対し「重く、厳しい知らせがくるかもしれない」と警告した。その後、チャーチルはその成果を“奇跡”と呼び、イギリスの報道はこの撤退を「大失敗が大成功になった」と紹介した。チャーチルは6月4日の庶民院でのスピーチにおいて、「我々はこの救出が勝利を示すものではないということに注意しなくてはならない。撤退しても戦争には勝てない。」と国内に知らしめなければならなかった。それでも“ダンケルクスピリット”（イギリス国民が団結して逆境を克服しなければならないという時に使うフレーズ）の合言葉は、今日のイギリスでもまだ耳にする。
ダンケルクにおけるイギリス兵の救出はイギリス国民の士気を精神的に後押しし、彼らにはまだドイツの侵略に対抗する力が残っているとされ、ドイツとの和平を模索する動きにも終止符がうたれた。救出されたイギリス兵の大部分はイギリス本土の守備にまわされた。侵略の兆候が見えなくなると、彼らは中東その他の地域へ派遣され、1944年にフランスに帰ってくる時の陸軍の中核となっていた。カール・デーニッツのみならず、エーリッヒ・フォン・マンシュタインやハインツ・グデーリアンなど数名のドイツ軍高級将校も、ドイツ軍最高司令部が攻撃命令を出す時機を逸したため、英国遠征軍壊滅の失敗を認めた。これはドイツが西部戦線において犯した大きなミスの一つで、他にはマルタ島およびジブラルタルの占領失敗が挙げられる。
100,000名以上の救出されたフランス兵は、速やかに、かつ効果的にイギリスの南西部の様々なキャンプへ送られ、本国に送還されるまで一時的に滞在した。のちにイギリスの船舶はフランス兵を、ブレスト、シェルブールその他ノルマンディーおよびブルターニュ半島の港へ運び、帰還した兵の半数ほどが休戦までにドイツ戦線に展開した。
フランスでは、イギリス海軍がイギリス軍の撤退を優先し、その代償をフランスが負わされたことを激しく恨んだ。フランス軍のフランソワ・ダルラン将軍は当初、イギリス軍が優先されるべきだと命じたが、5月31日にチャーチルがパリでの会談で干渉し、撤退は平等に行い、イギリス軍が殿軍を担うよう命じた。最終的に数千のフランス軍が投降したが、6月4日に26,175人のフランス人を連れてくるために撤退は一日だけ延長された。
イギリス政府は、ダンケルクでの軍需品の膨大な損失を補填するための財政負担をアメリカに依存し、後のレンドリース法成立につながることになる。
聖ゲオルギウス十字の船首旗は“ダンケルクジャック”と呼ばれ、1940年のダンケルク救出作戦に参加した、大小関わらずすべての民間船のみが使用した。他の船で使用が許されたのは海軍元帥座乗艦のみである。